# Gönnersdorf (Neuwied)
Das ehemals eigenständige Dorf Gönnersdorf erstreckt sich auf den Hügeln nördlich des Rheins oberhalb des direkt am Strom liegenden ehemaligen Dorfes Fahr. Gönnersdorf wie auch Fahr sind heute (2023) Ortsteile des Neuwieder Stadtteils Feldkirchen im nördlichen Rheinland-Pfalz.

## Geschichte

### Vor- und Frühgeschichte
Im Gebiet des heutigen Gönnersdorf gab es schon im späten Jungpaläolithikum menschliche Aktivitäten. 1968 wurde dort unter der Leitung von Gerhard Bosinski ein Lagerplatz von eiszeitlichen Jägern und Sammlern entdeckt und in den folgenden Jahren weiter erforscht. Der Fundplatz zählt zu den bedeutendsten und besterforschten Siedlungsplätzen der ausgehenden letzten Kaltzeit. Er wurde ungefähr auf ein Alter von 12.000 Jahren vor unserer Zeitrechnung datiert und lieferte wichtige Erkenntnisse über das Alltagsleben der damaligen Menschen, insbesondere über ihr Siedlungsverhalten, ihre Ernährung und über die von ihnen angefertigte Kunst. Diese Artefakte gingen unter den Namen „Venusfigurinen von Gönnersdorf“ und „Gravierte Schieferplatten von Gönnersdorf“ in die Fachliteratur der prähistorischen Forschung ein.
Die aufsehenerregenden Funde von Gönnersdorf waren zusammen mit anderen prähistorischen Funden im Gebiet von Neuwied der Anlass zur Gründung des Archäologischen Forschungszentrums und Museums für menschliche Verhaltensevolution Monrepos in der benachbarten Gemarkung von Segendorf.

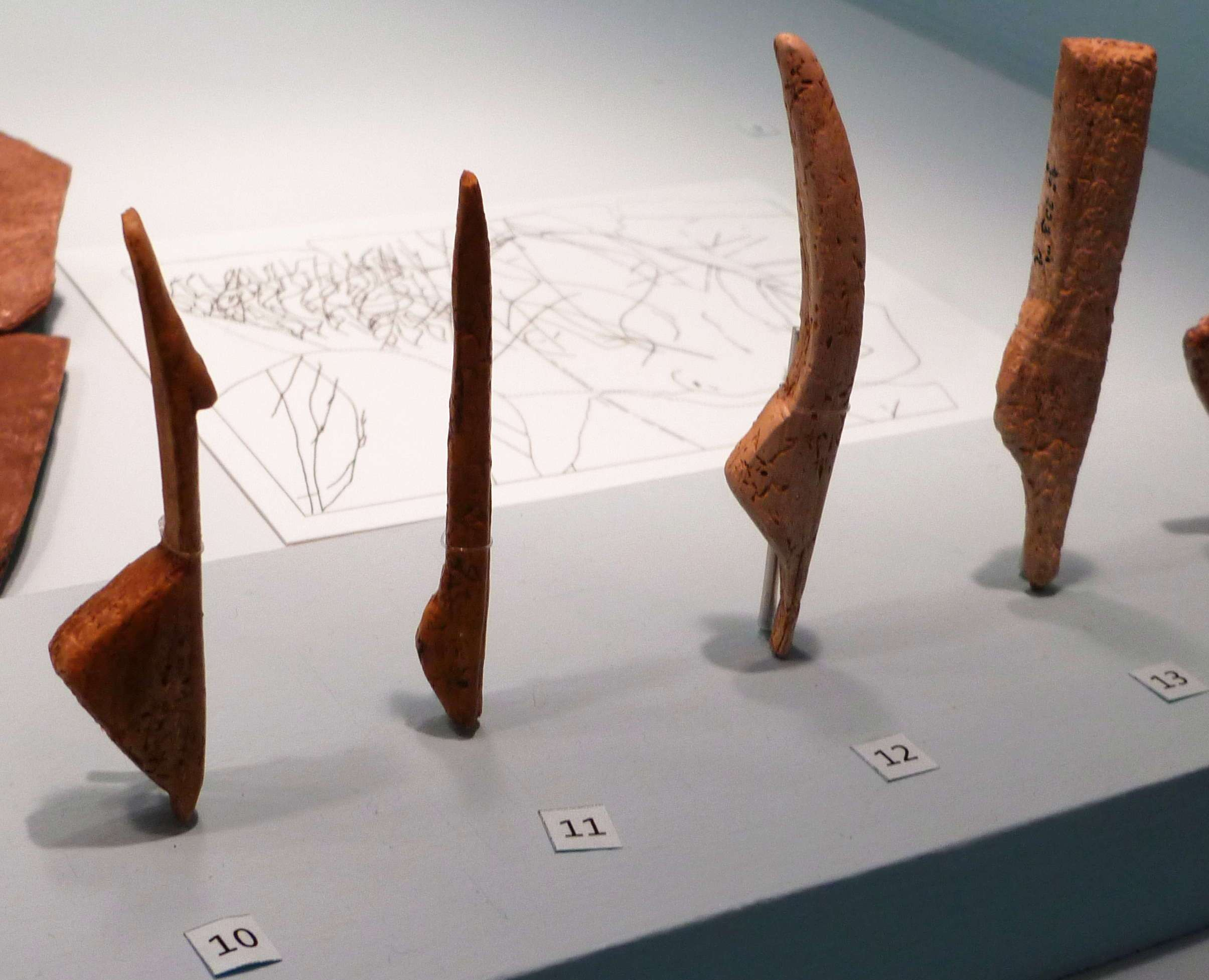
Venusfigurinen von Gönnersdorf im LVR Landesmuseum Bonn
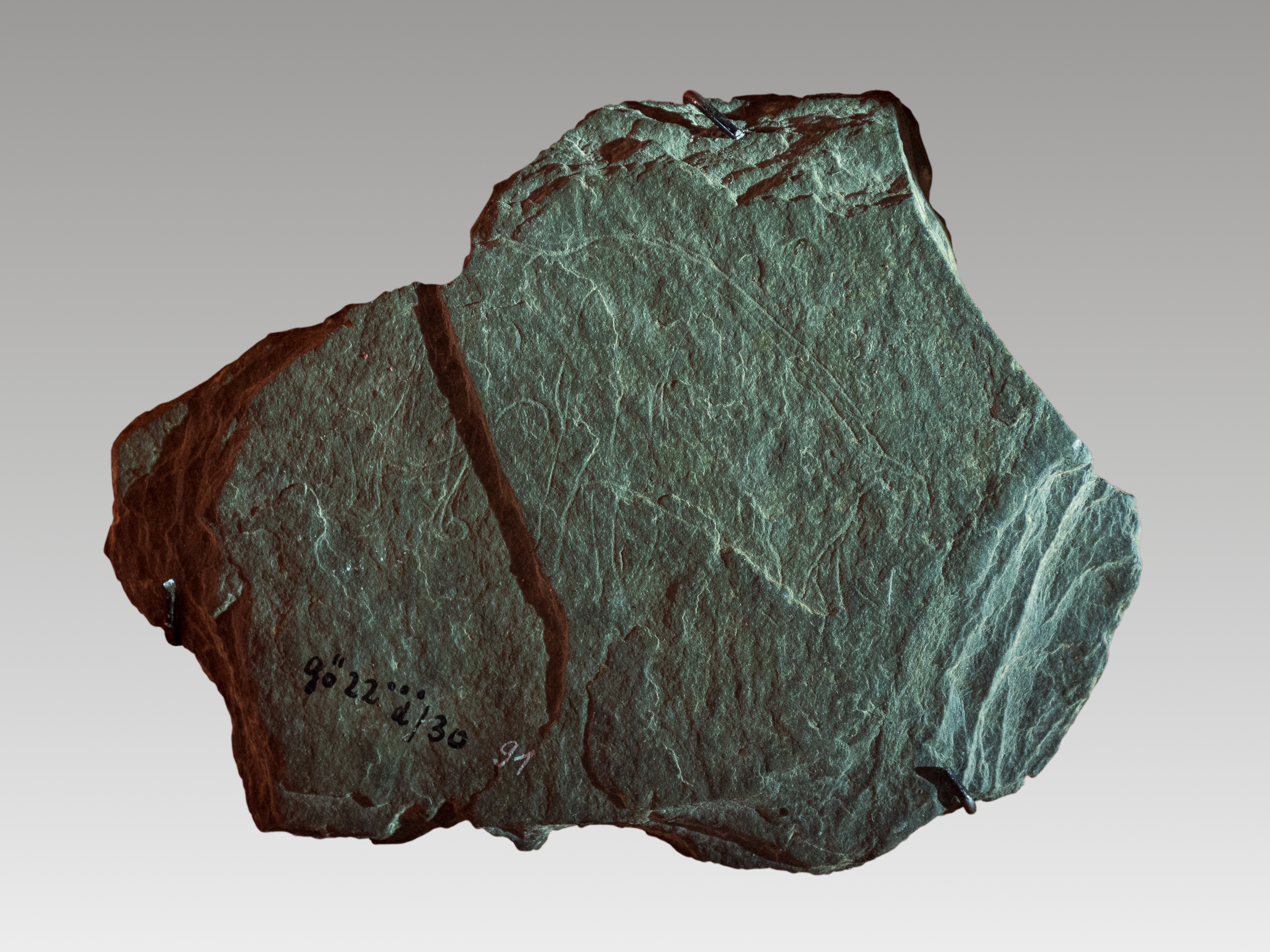
Gönnersdorfer Platte mit der Darstellung zweier Mammute (Museum Monrepos)
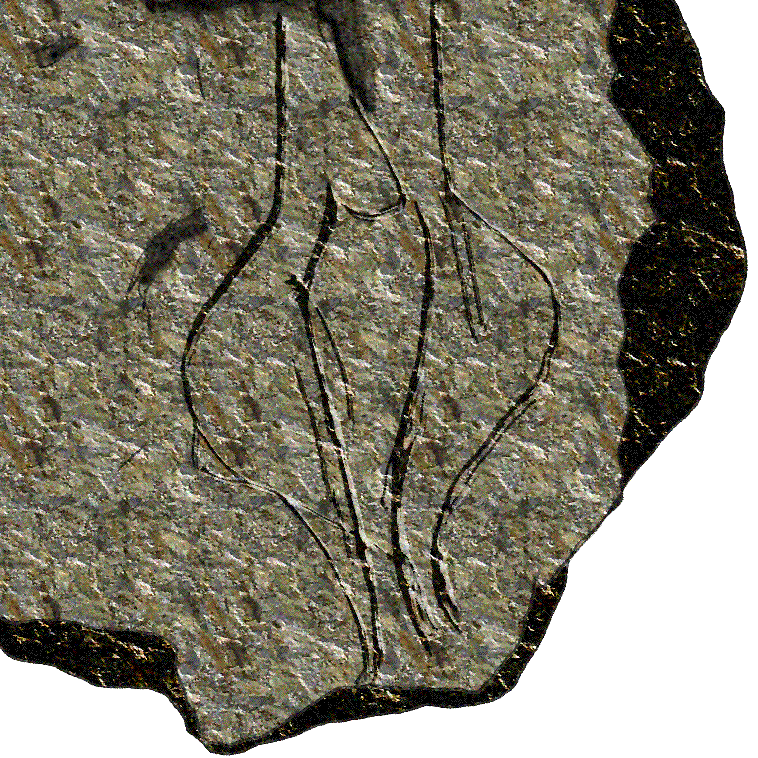
Platte mit der Darstellung zweier stark stilisierter weiblicher Figuren

Zur Zeit des Römischen Reiches durchzog vom Ende des ersten bis zur Mitte des dritten Jahrhunderts der Obergermanische Limes das Gebiet von Gönnersdorf. Seine Spuren (Wall, Graben und die Schutthügel der ehemaligen Wachtürme) sind im Gelände noch gut nachzuvollziehen, er ist durch den Limeswanderweg erschlossen.
Ein 1906 in den Fluren „In den Gräbern“ und „Auf dem Kocheberg“ entdecktes fränkisches Gräberfeld verweist darauf, dass das Gönnerdorfer Gebiet auch nach dem Abzug der Römer kein siedlungsleerer Raum war, sondern weiterhin besiedelt wurde.

### Mittelalter und Neuzeit
Für das Mittelalter liegen nur wenige Quellen vor. 1180 wird erstmals der Beunehof urkundlich erwähnt. Der Hof gehörte den Burggrafen von Hammerstein und ging nach deren Aussterben Anfang des 15. Jahrhunderts zunächst an das Kurfürstentum Trier über. Später gelangte er in den Besitz des Fürstentums Wied. Die wenigen heute noch erhaltenen Gebäude des Anwesens sind nach dem Denkmalschutzgesetz des Landes Rheinland-Pfalz als Kulturdenkmal unter Schutz gestellt.
1693 wurde Rockenfeld von Gönnersdorf abgetrennt.

### 20. Jahrhundert
1966 wurde die bisher eigenständige Gemeinde Gönnersdorf zusammen mit benachbarten Gemeinden zu einer Großgemeinde unter dem historischen Namen Feldkirchen zusammengeschlossen. Die Verfügung der Bezirksregierung Koblenz trat mit Wirkung vom 1. August 1966 in Kraft. Feldkirchen gehörte zum Amt Niederbieber-Segendorf (ab 1968 Verbandsgemeinde Niederbieber-Segendorf).
Im Vollzug der vom Landtag Rheinland-Pfalz am 13. Juli 1970 beschlossenen Verwaltungsreform, die am 7. November 1970 in Kraft trat, wurde die Gemeinde Feldkirchen aufgelöst und der neuen Stadt Neuwied zugeordnet. Damit kam Gönnersdorf als Teil des Stadtteils Feldkirchen zur Stadt Neuwied.